# Wilsoniella hampeana
Wilsoniella hampeana är en bladmossart som beskrevs av Ernest Stanley Salmon 1902. Wilsoniella hampeana ingår i släktet Wilsoniella och familjen Ditrichaceae. Inga underarter finns listade i Catalogue of Life.